# Gyilkosságok varázsszóra
A Gyilkosságok varázsszóra (eredeti címe: A Shock to the System) 1990-es amerikai fekete humorú vígjáték, amelyet Jan Egleson rendezett. A forgatókönyvet Simon Brett azonos című regénye alapján Andrew Klavan készítette. A főbb szerepekben Michael Caine, Elizabeth McGovern és Peter Riegert. 1990. március 23-án mutatták be az Egyesült Államokban. Magyarországon 1991. május 17-től futott a mozikban.

## Cselekmény
Graham Marshall alulmarad a fiatalabb Bob Benhammel szemben, mikor munkahelyén új vezetőt keresnek. Graham dühös és csalódott, felesége, Leslie, pedig őt hibáztatja a vereségéért. Azon az estén hirtelen haragból eltaszít magától egy kéregető koldust, aki a sínekre esik, és elüti a metró. Graham észrevétlenül távozni tud, de a történtek új nézőpontba helyezik neki a világot. Graham elhatározza, hogy bosszút áll mindenkin, aki pokollá tette az életét, és gondosan megtervezi a halálukat.
A feleségét halálos áramütés éri, az előléptetett kollégának pedig bérel egy autót egy másik munkatársa nevén, ami aztán felrobban. Hogy alibit biztosítson magának, elviszi randevúra Stella Andersont, akit elkábít, és az ágyba rak. Mikor a nő felébred, azt hiszi, hogy lefeküdt Grahammel, és folytatják a szeretkezést. A halálesetekre Laker hadnagyot jelölik ki, aki hamarosan meggyőződik róla, hogy Graham lehetett a tettes, de nincsen bizonyítéka. Graham azonban hibázik, mikor a bérelt autóban felejti az öngyújtóját. Időközben felettese felkínálja neki az ismételten megüresedett vezetői pozíciót, amit Graham elfogad. Stella gyanút fog Grahamre, és visszaszerzi a férfi öngyújtóját, hogy azt odaadja Laker hadnagynak. Graham azonban előbb megtalálja, és úgy tűnik, mintha a nőt is a sínekre akarná lökni. Stella azonban visszaadja az öngyújtót, és elsétál.
Bizonyíték hiányában Laker hadnagy elengedi Grahamet. Graham, hogy biztosra menjen, áthelyezteti Los Angelesbe Stellát. Mikor kollégája nem akarja odaadni sarki irodáját, a következő jelenetben kisrepülőgépe motorhibát jelez, és lezuhan. Graham elégedetten mosolyog.

## Szereplők
| Szerep           | Színész            | Magyar hang     |
| ---------------- | ------------------ | --------------- |
| Graham Marshall  | Michael Caine      | Ujréti László   |
| Stella Anderson  | Elizabeth McGovern | Vándor Éva      |
| Robert Benham    | Peter Riegert      | Forgács Gábor   |
| Leslie Marshall  | Swoosie Kurtz      | Koffler Gizella |
| Laker hadnagy    | Will Patton        | Harmath Imre    |
| Melanie O'Connor | Jennie Wright      | Árkosi Kati     |
| George Brewster  | John McMartin      |                 |
| Lillian          | Barbara Baxley     |                 |
| Tara Liston      | Haviland Morris    |                 |
| Henry Park       | Philip Moon        |                 |
| David Jones      | Sam Schacht        |                 |
| motoros          | John Finn          |                 |
| végrehajtó       | Kent Broadhurst    |                 |
| végrehajtó       | Zach Grenier       |                 |
| végrehajtó       | David Schramm      |                 |
| küldönc          | Tyrone Jackson     |                 |
| Ulysses          | Samuel L. Jackson  |                 |

## Fogadtatás

### Kritikai visszhang
A film általánosságban jó visszajelzéseket kapott. A Rotten Tomatoeson 70%-os minősítést ért el 33 értékelés alapján, az összefoglaló szerint: „A Gyilkosságok varázsszóra Michael Caine finoman rétegzett alakításának köszönhetően sötét komédiát talál a gyilkos modern üzleti világban.” Peter Rainer a Los Angeles Timestól azt írta: „Ami figyelemre méltó, hogy az ember nevetve távozik a filmből Graham gyilkos indiszkrécióin, és mégis megijed tőle. Caine ebben a fekete komédiában a hamu ízét érezteti veled.” Roger Ebert szerint: „A Gyilkosságok varázsszóra megzavarja az elvárásainkat, és izgalomban tart minket, mert nem lehet tudni, még az utolsó pillanatokban sem, hogy pontosan merre fog eldőlni a cselekmény.” Vincent Canby a New York Timestól azt írta: „Semmi sem pótolhatja a jó forgatókönyv hiányát. Mr. Caine majdnem megteszi.”
A Metacritic 69 pontot adott a 100-ból 19 vélemény alapján. Owen Gleiberman az Entertainment Weeklytől azt írta: „A film szaftos szórakozás, magasröptű vígjáték a hatalom személyiségéről.” Dave Kehr a Chicago Tribune-től azt írta: „Az ambiciózus forgatókönyvet a bizonytalan rendezés teszi tönkre a Gyilkosságok varázsszóra című független játékfilmben, amelyet még mindig érdemes megnézni a közepes színészi teljesítményt nyújtó, jól megválasztott szereplőgárda, köztük Michael Caine, Elizabeth McGovern, Peter Riegert, Swoosie Kurtz és Will Patton miatt.” A Time Out kritikája szerint: „Ritkán használták Caine kobraszemeit ilyen effektíven; ez egy hátborzongató történet, tisztán rendezve.”

### Bevétel adatai
A Box Office Mojo szerint a film 3,4 millió dolláros bevételt ért el, a költségvetésről nincs adat.